# Kargil
Kargil è una città dell'India di 9.944 abitanti, capoluogo del distretto di Kargil, nel territorio del Ladakh. In base al numero di abitanti la città rientra nella classe V (da 5.000 a 9.999 persone).

## Società

### Evoluzione demografica
Al censimento del 2001 la popolazione di Kargil assommava a 9.944 persone, delle quali 6.069 maschi e 3.875 femmine. I bambini di età inferiore o uguale ai sei anni assommavano a 997, dei quali 511 maschi e 486 femmine. Infine, coloro che erano in grado di saper almeno leggere e scrivere erano 7.267, dei quali 5.012 maschi e 2.255 femmine.